# Бранко (челник)
Бранко (ум. 1306–19) је био српски племић са титулом челник. Служио је краљу Стефану Милутину (р. 1282–1321).
Био је међу сведоцима који се помињу у повељи коју је манастиру Ратцу издао краљ Милутин 1306. године, поред племића казнац Мирослава и жупана Владислава, који је носио титулу челника. Он је и даље на овом положају у едикту од 1319. године.
За време Милутинове владавине, титулару је поверено обезбеђење црквене имовине од властеле, па се носилац јављао у улози судије или извршиоца владарских одлука, у споровима између цркве и племства. Тада је звање челника било вишег ранга од жупана и ставилца, али нижег од казнаца и тепчије, при чему је врховно звање био војвода. Нејасно је да ли је у то време на суду постојао један или више њих са том титулом. Пре њега је челник био Градислав Војшић, а наследио га је Ђураш Илијић.